# Shopping Eldorado

O Shopping Eldorado é um centro comercial brasileiro inaugurado em 1981, situado na zona oeste da cidade de São Paulo, à beira da Marginal Pinheiros, na esquina com a Avenida Rebouças. O Shopping pertence aos ex-acionistas do extinto Hipermercado Eldorado, vendido para o Carrefour em 1997. Desde 2022, é administrado pela ALLOS (antes Aliansce Sonae).
De acordo com Fauze Mattar, este é um dos quinze maiores shoppings do Brasil por área bruta locável, ocupando em 2010 o décimo-segundo lugar, com 73.800 m².

## História
Atingiu o auge na década de 1980, mas desgastou-se, em parte devido a brigas familiares por seu controle acionário, durante a década seguinte. Posteriormente, recebeu novas atrações, como a Academia Fórmula e o Parque da Mônica - este último fechado no primeiro semestre de 2010.
Passou depois por uma atualização, que promoveu uma expansão profunda em seus subsolos (principalmente por causa do espaço vago deixado pelo parque de diversões, que ocupava três pavimentos do shopping) e recebeu novas lojas de marcas consagradas para poder ser caracterizado, ainda mais, como um shopping voltado às classes médias altas da região.[carece de fontes?]
É um dos maiores centros comerciais de São Paulo, com mais de 150 mil m² de área construída, com três andares e dois subsolos. Está localizado a poucos metros da Estação Hebraica-Rebouças, da Linha 9 do Trem Metropolitano de São Paulo, e da Estação Faria Lima, da Linha 4 do Metrô de São Paulo. Ao seu lado, também passa o Corredor Campo Limpo-Rebouças-Centro, proporcionando um acesso mais fácil ao shopping.
Em 2014, abriu o parque KidZania.